# Братская ГЭС
Бра́тская ГЭС (им. 50-летия Великого Октября) — гидроэлектростанция на реке Ангаре в городе Братске Иркутской области. Является третьей по мощности и первой по среднегодовой выработке гидроэлектростанцией России. Входит в Ангарский каскад ГЭС, являясь его второй ступенью. Сооружения станции образуют Братское водохранилище, крупнейшее в России по полезному объёму и одно из крупнейших в мире.
Строительство Братской ГЭС было начато в 1954 году и объявлено ударной комсомольской стройкой. Первый гидроагрегат станции был пущен в 1961 году, последний — в 1966 году. Для советской гидроэнергетической школы строительство Братской ГЭС стало этапным проектом, в 1963—1971 годах станция являлась крупнейшей гидроэлектростанцией в мире по установленной мощности. Станция играет важную роль в обеспечении надёжного функционирования энергосистемы России, являясь основным регулятором частоты в Объединённой энергосистеме Сибири. Всего за время эксплуатации Братская ГЭС выработала более 1,3 триллиона кВт·ч возобновляемой электроэнергии.
Братская ГЭС стала основой крупного Братского (позднее трансформировавшегося в Братско-Усть-Илимский) территориально-производственного комплекса, включающего крупнейший в России Братский алюминиевый завод (являющийся крупнейшим потребителем производимой электростанцией электроэнергии), а также крупный Братский лесопромышленный комплекс и Коршуновский горно-обогатительный комбинат. Собственником Братской ГЭС является АО «Эн+ Генерация».

## Конструкция станции
Братская ГЭС представляет собой мощную высоконапорную гидроэлектростанцию плотинного типа. Сооружения гидроузла включают в себя бетонную и две земляные плотины, здание ГЭС и открытые распределительные устройства (ОРУ). Установленная мощность электростанции — 4500 МВт, фактическая среднегодовая выработка электроэнергии — 22 500 млн кВт·ч. По сооружениям гидроэлектростанции проложены пешеходный, автомобильный (часть автодороги «Вилюй») и железнодорожный (является частью БАМа) переходы. Судопропускными сооружениями Братский гидроузел не оборудован.

### Плотины
Напорный фронт Братской ГЭС образуют гравитационная бетонная плотина, а также левобережная и правобережная земляные плотины. Бетонная плотина облегчённого типа (с расширенными деформационными швами шириной 7 м) общей длиной 1430 м и максимальной высотой 125 м разделяется на три участка: русловой (длиной 924 м), левобережный глухой (длиной 286 м) и правобережный глухой (длиной 220 м). Русловой участок плотины, в свою очередь, разделяется на станционную, глухую и водосливную части. В станционной части плотины длиной 440 м расположены 20 водоприёмников, оборудованных сороудерживающими решётками и плоскими затворами, а также проходящие в теле плотины турбинные водоводы. Глухая часть длиной 242 м расположена напротив монтажных площадок здания ГЭС.
В водосливной части плотины длиной 242 м, находящейся в правобережной части гидроузла, расположены 10 водосливных пролётов шириной по 18 м (отметка порогов — 395,73 м), перекрываемых сегментными затворами высотой 12,5 м. Для маневрирования затворами на гребне плотины смонтированы два козловых крана грузоподъёмностью по 150 т. Гладкая водосливная грань плотины заканчивается трамплином, отбрасывающим поток в нижний бьеф на расстояние 100—200 м, где в яме размыва происходит гашение энергии сбрасываемой воды. Для защиты бетона водосброса от кавитации пролёты № 2—9 оборудованы металлическими трамплинами-аэраторами, установленными в процессе эксплуатации в 1985—1986 годах. Пропускная способность водосброса при нормальном подпорном уровне (НПУ) водохранилища составляет 4680 м³/с, при форсированном подпорном уровне (ФПУ) — 6000 м³/с. С учётом пропуска воды через турбины максимальный расход воды через Братскую ГЭС при НПУ составляет 9980 м³/с, при ФПУ — 11 410 м³/с. В строительный период пропуск воды производился через временные водосбросные сооружения, представляющие собой шесть донных отверстий размером 12 × 10 м и десять глубинных водоспусков размером 3 × 6 м. В ходе строительства, после того как потребность в них исчезла, временные водосбросные сооружения были забетонированы.
Правобережная земляная плотина длиной 2987 м, шириной по гребню 21,76 м и максимальной высотой 36 м намыта из песков, имеет насыпной супесчаный противофильтрационный экран. Левобережная земляная плотина длиной 723 м, шириной по гребню 21,55 м и максимальной высотой 34,5 м насыпная, имеет противофильтрационное ядро из суглинков.

### Здание ГЭС
Здание ГЭС приплотинного типа, длина здания — 515,5 м, ширина 37,6 м. Здание разделяется на 20 агрегатных секций и две монтажные площадки, расположенные с торцов здания. Для подачи на монтажную площадку № 1 тяжёлых грузов на левом берегу сооружён вертикальный грузоподъёмник, к которому подведена железнодорожная ветка. В машинном зале ГЭС установлено 18 гидроагрегатов мощностью по 250 МВт, оборудованных радиально-осевыми турбинами РО-115-В-558 (12 шт.) и РО-662-ВМ-550 (6 шт.), работающих на расчётном напоре 101,5 м. Турбины имеют диаметр рабочего колеса 5,5 м, пропускную способность 254 м³/с и приводят в действие синхронные гидрогенераторы СВ-1190/250-48 с воздушным охлаждением обмотки статора. Гидротурбины изготовлены Ленинградским металлическим заводом (за исключением рабочих колёс шести гидроагрегатов, изготовленных фирмой Voith), генераторы — заводом «Электросила» (оба предприятия в настоящее время входят в концерн «Силовые машины»). В здании ГЭС смонтированы два мостовых крана грузоподъёмностью по 350 тонн и один 75 тонн. Проектом станции предусмотрена возможность установки ещё двух гидроагрегатов, для которых создан необходимый строительный задел (водоприёмники, турбинные водоводы, конструкции здания ГЭС).

### Схема выдачи мощности

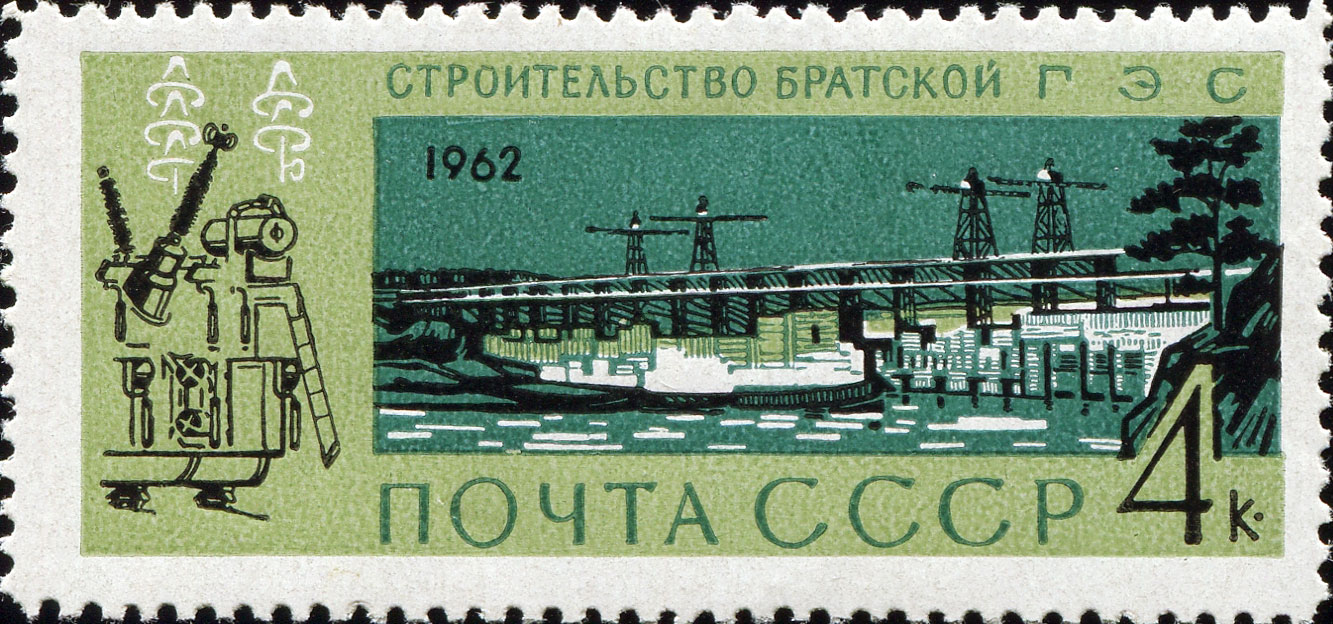
Почтовая марка, 1962 год. Стройки коммунизма. Братская ГЭС.

Гидроагрегаты выдают электроэнергию на напряжении 15,75 кВ. Десять гидроагрегатов подключены к трёхфазным трансформаторам ТЦ-300000/220, остальные восемь объединены в укрупнённые блоки: каждые два генератора подключены к группе из трёх однофазных трансформаторов ОРЦО-210000/500. Трансформаторы расположены в пазухе между зданием ГЭС и плотиной. С трансформаторов электроэнергия передаётся на открытые распределительные устройства напряжением 500 кВ и 220 кВ, расположенные на левом берегу. Для связи распределительных устройств друг с другом смонтированы две группы однофазных автотрансформаторов АОДЦТН-267000/500.
Электроэнергия Братской ГЭС выдаётся в энергосистему в общей сложности по 25 линиям электропередачи:
- ВЛ 500 кВ Братская ГЭС — ПС «Тулун» (2 цепи);
- ВЛ 500 кВ Братская ГЭС — Братский ПП (2 цепи);
- ВЛ 500 кВ Братская ГЭС — Усть-Илимская ГЭС;
- ВЛ 220 кВ Братская ГЭС — Братский алюминиевый завод (12 цепей);
- ВЛ 220 кВ Братская ГЭС — ПС «Падунская» (2 цепи);
- ВЛ 220 кВ Братская ГЭС — ПС «Заводская»;
- ВЛ 220 кВ Братская ГЭС — БЛПК;
- ВЛ 220 кВ Братская ГЭС — Седановский ПП (2 цепи);
- ВЛ 220 кВ Братская ГЭС — ПС «Покосное»;
- ВЛ 220 кВ Братская ГЭС — НПС-4.

Сооружения и оборудование станции
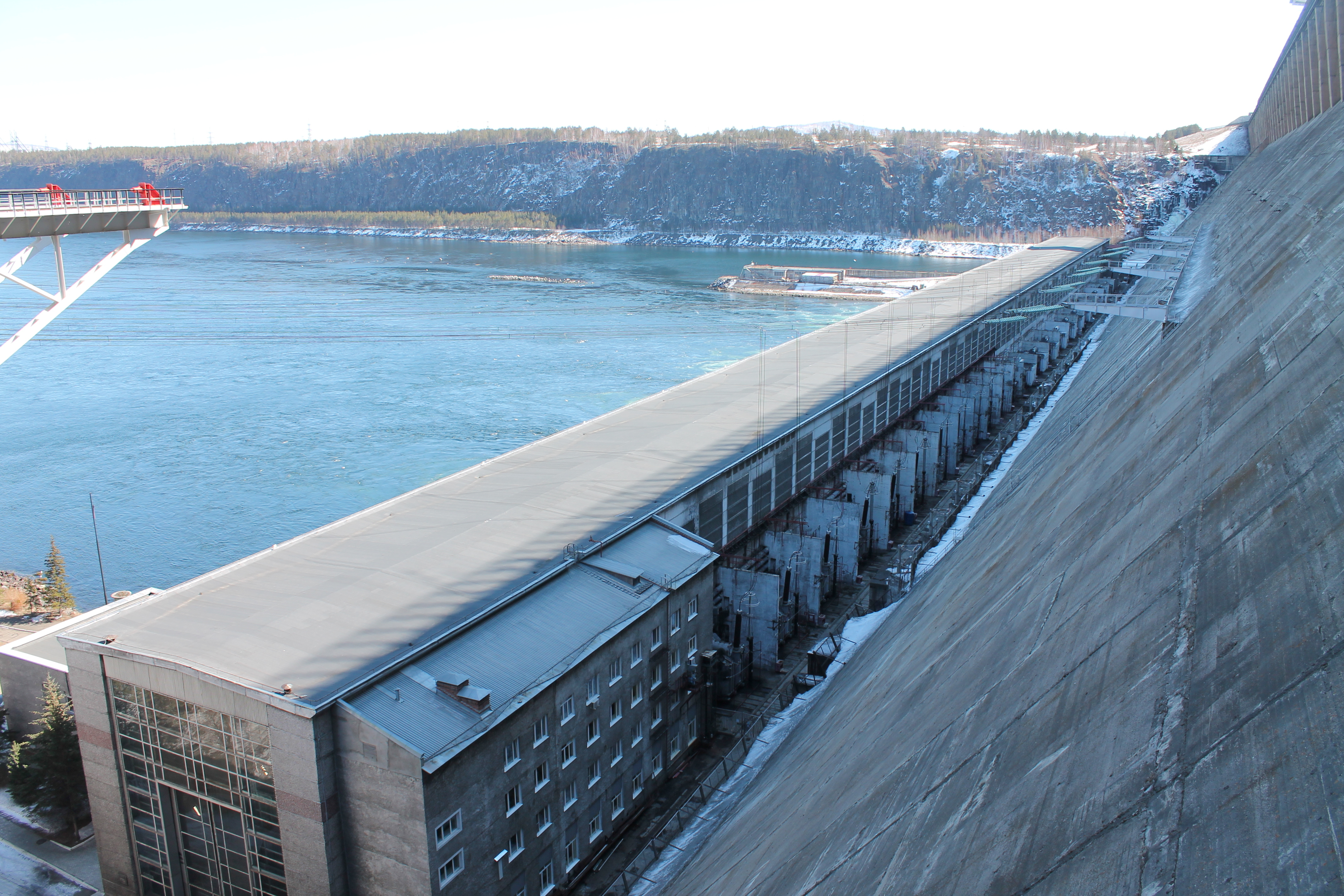
Здание ГЭС
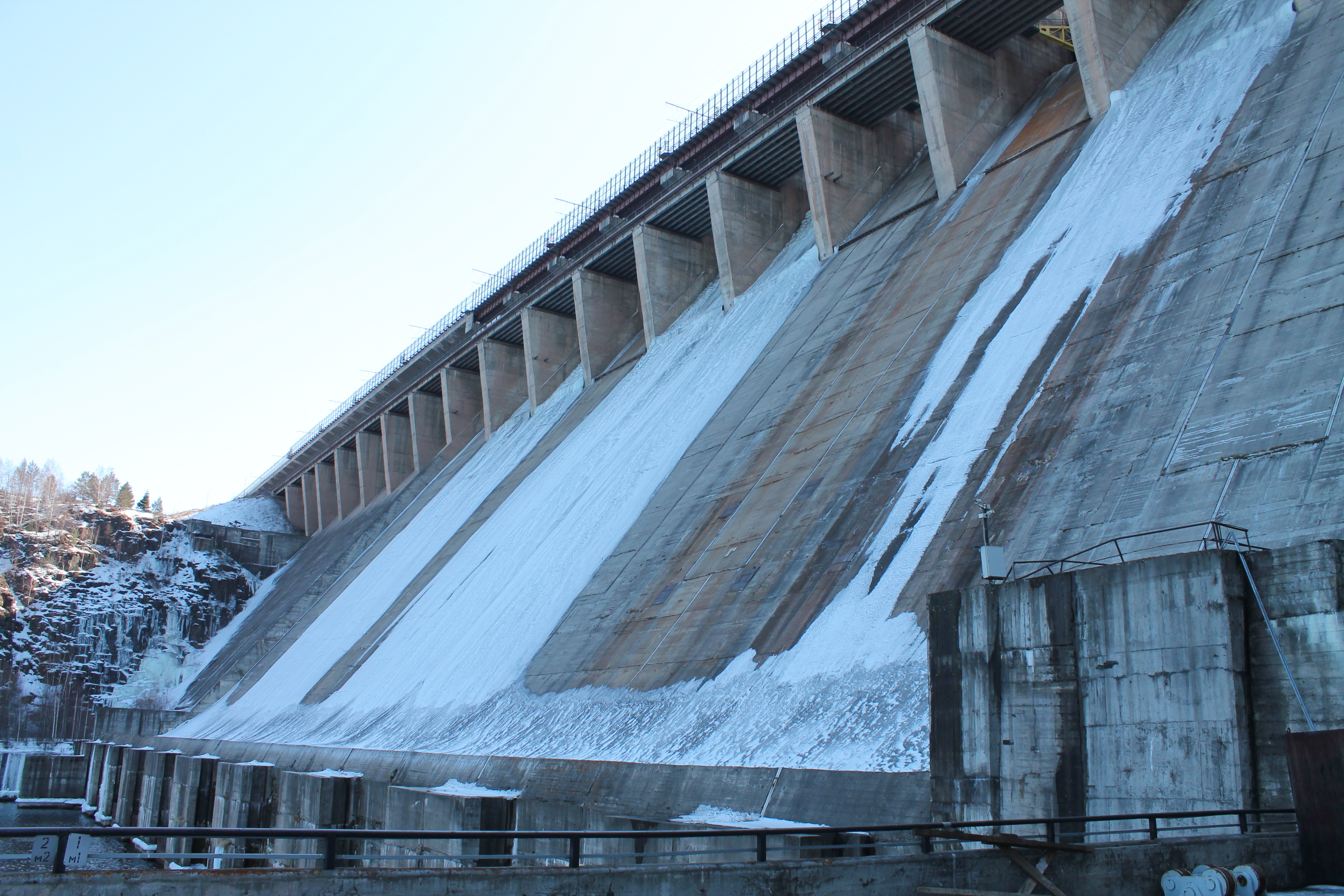
Водосливная плотина
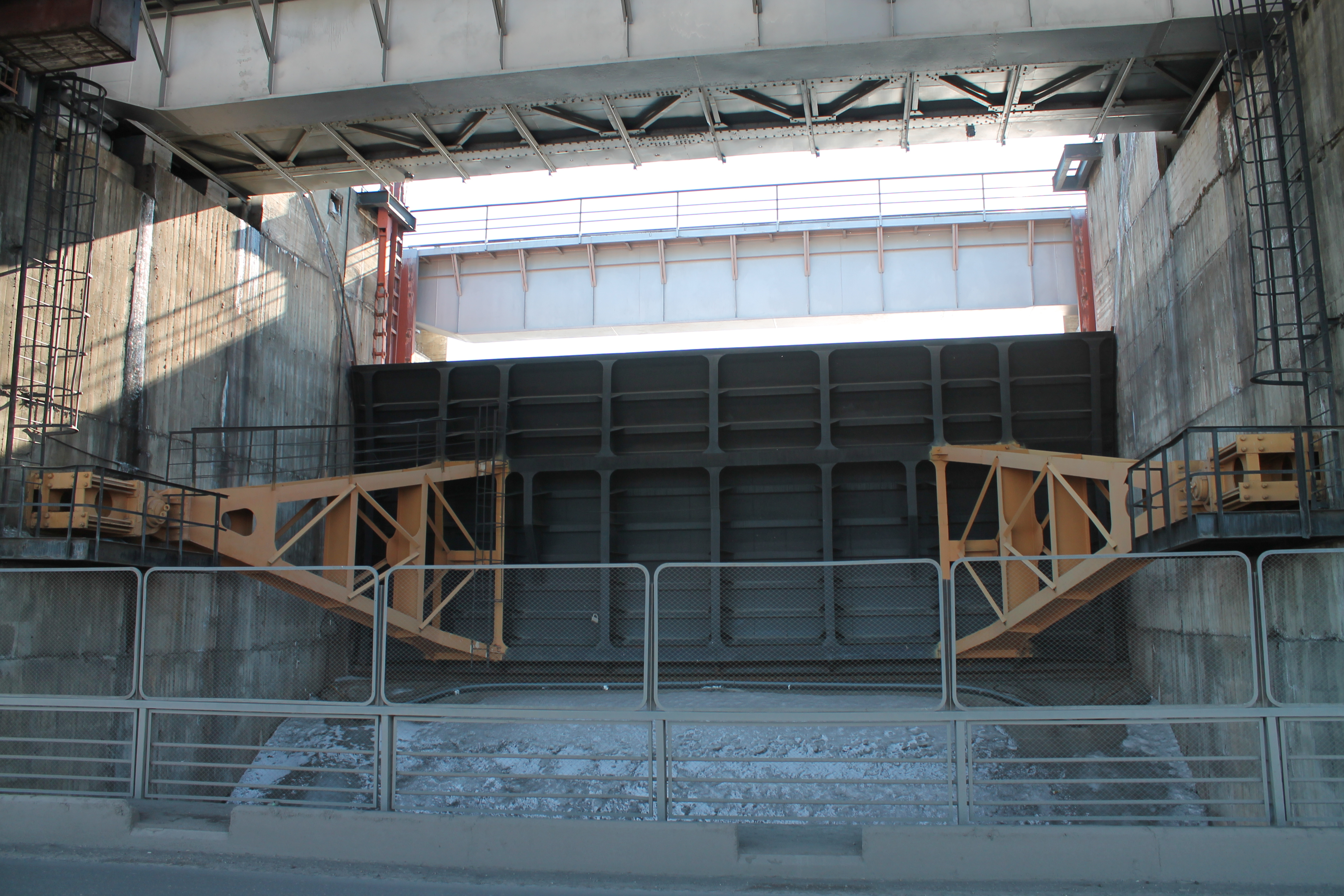
Затвор водосливной плотины
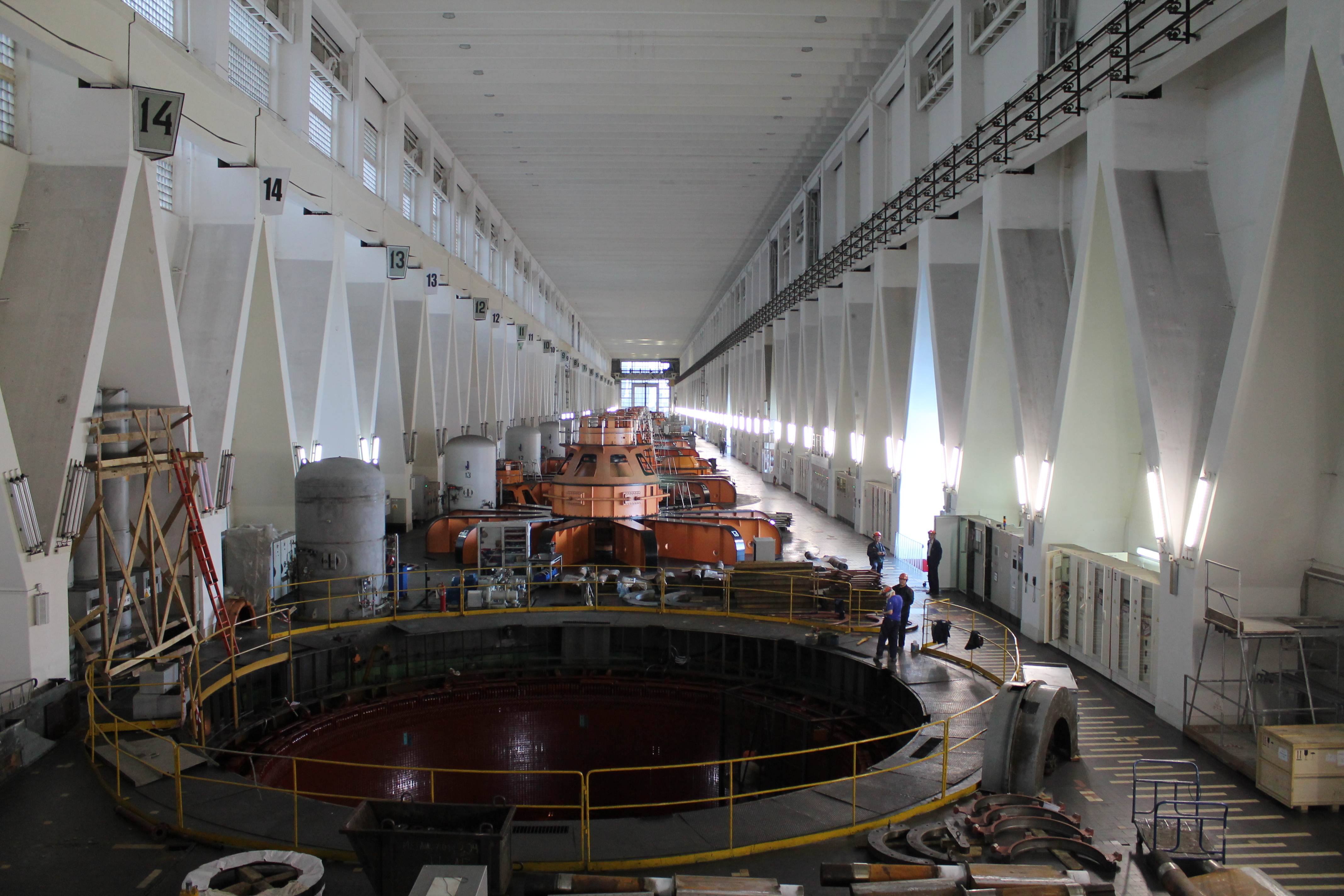
Машинный зал
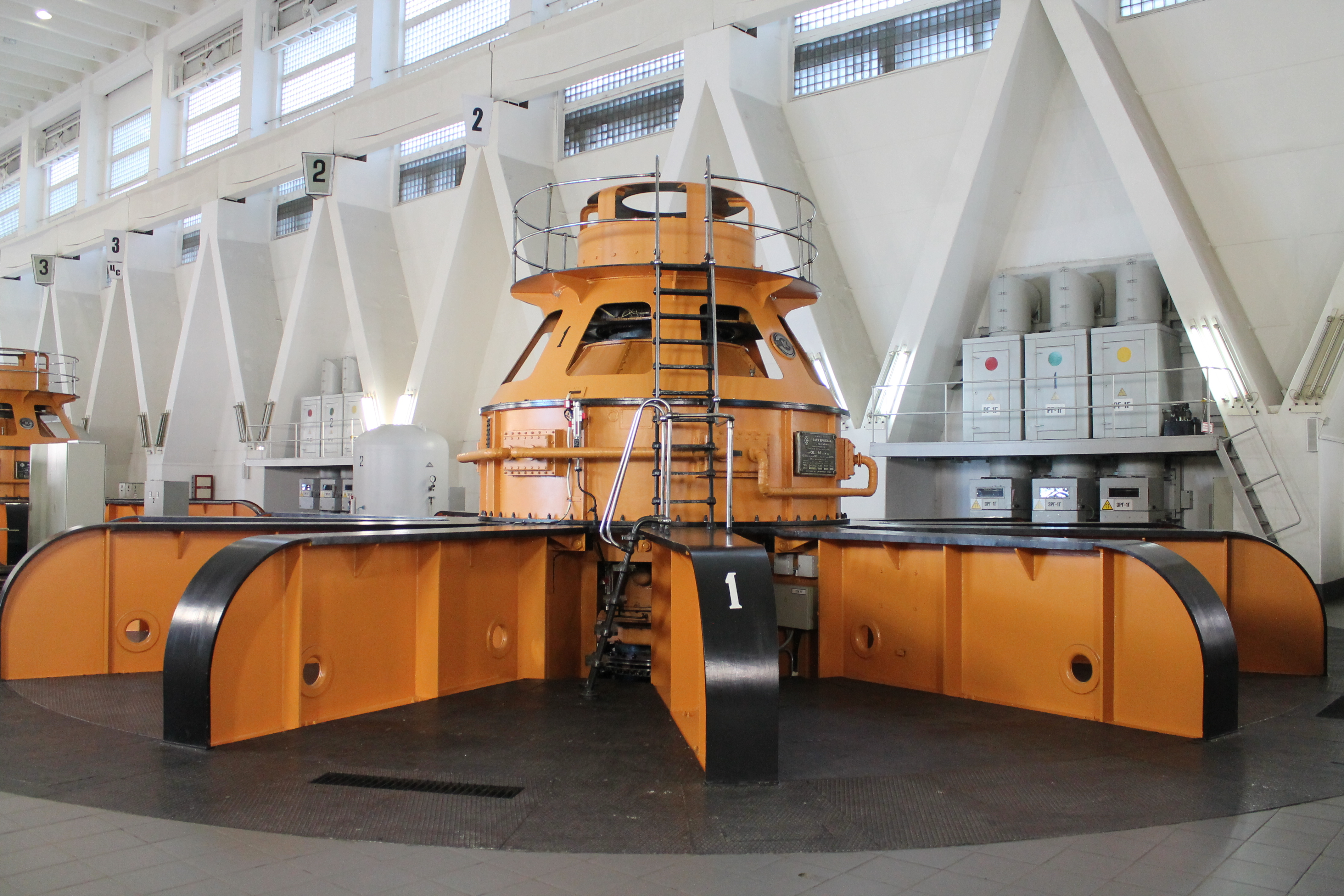
Гидроагрегат
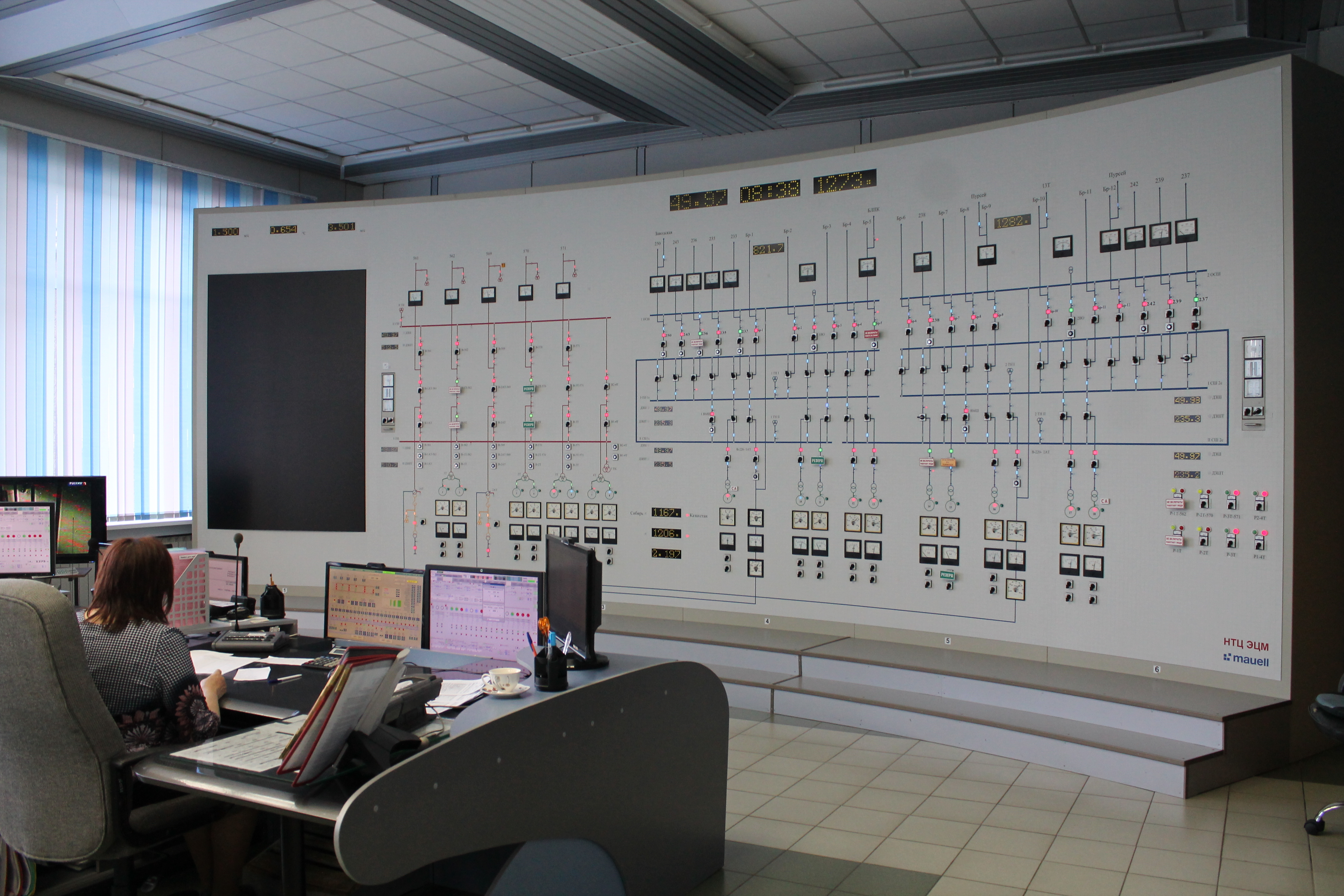
Центральный пульт управления
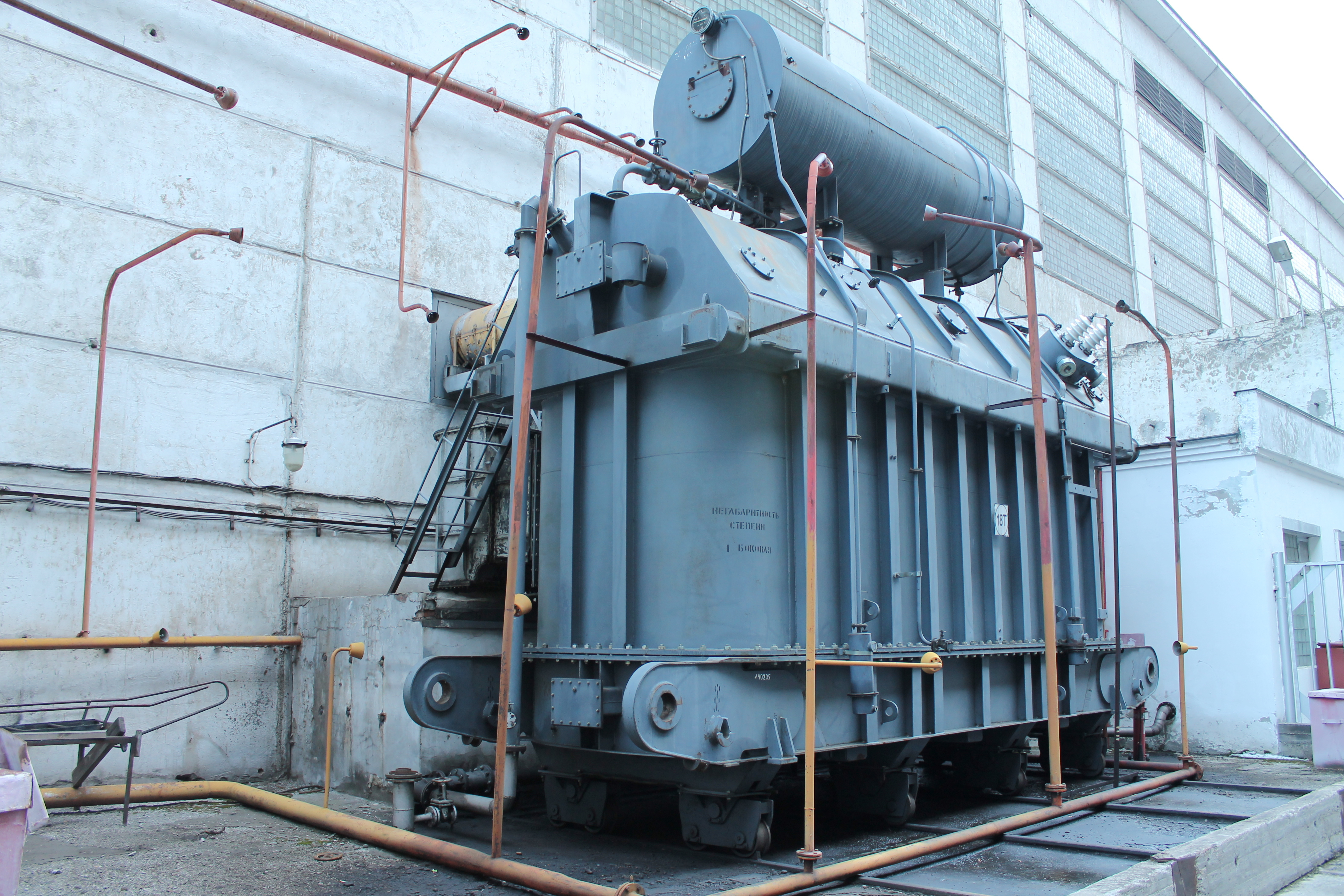
Силовой трансформатор
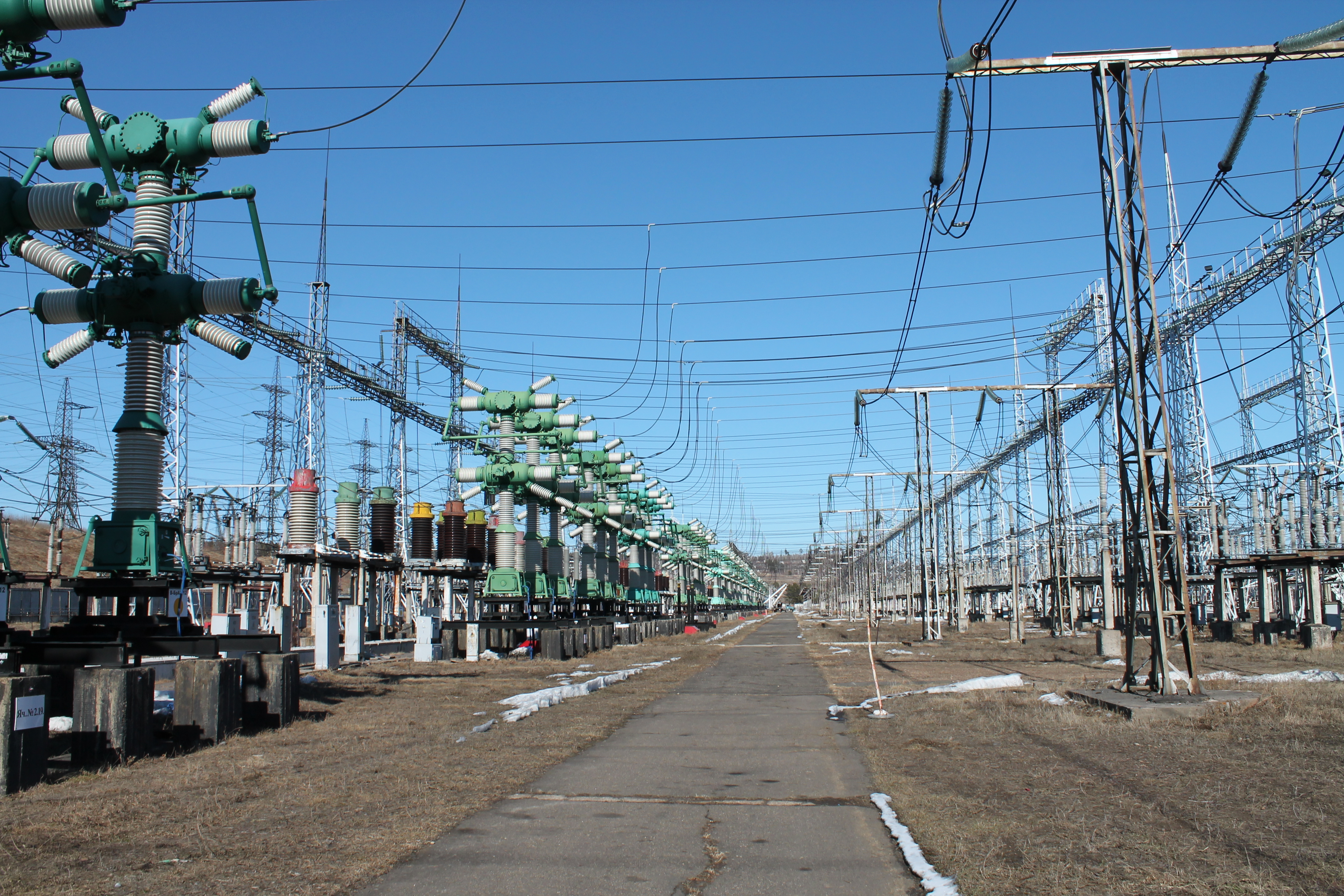
Распределительное устройство

### Водохранилище
Напорные сооружения ГЭС образуют крупнейшее в России по полезному объёму Братское водохранилище. Площадь водохранилища при нормальном подпорном уровне 5480 км², длина 565 км, максимальная ширина 33 км, площадь водосбора 736 тыс. км². Полная ёмкость водохранилища составляет 169,3 км³, проектная полезная ёмкость — 48,22 км³, фактическая полезная ёмкость при отметке уровня мёртвого объёма, сработка ниже которого не допускается по условиям работы водозаборов, — 35,08 км³. Водохранилище позволяет осуществлять многолетнее регулирование стока — наполняется в многоводные годы и срабатывается в маловодные. Отметка нормального подпорного уровня водохранилища составляет 401,73 м над уровнем моря (по Балтийской системе высот), форсированного подпорного уровня — 401,79 м, проектный уровня мёртвого объёма — 391,73 м, фактический уровень мёртвого объёма, сработка ниже которого не допускается по условиям работы водозаборов, — 394,73 м.

## Последствия создания Братской ГЭС

### Экономические последствия

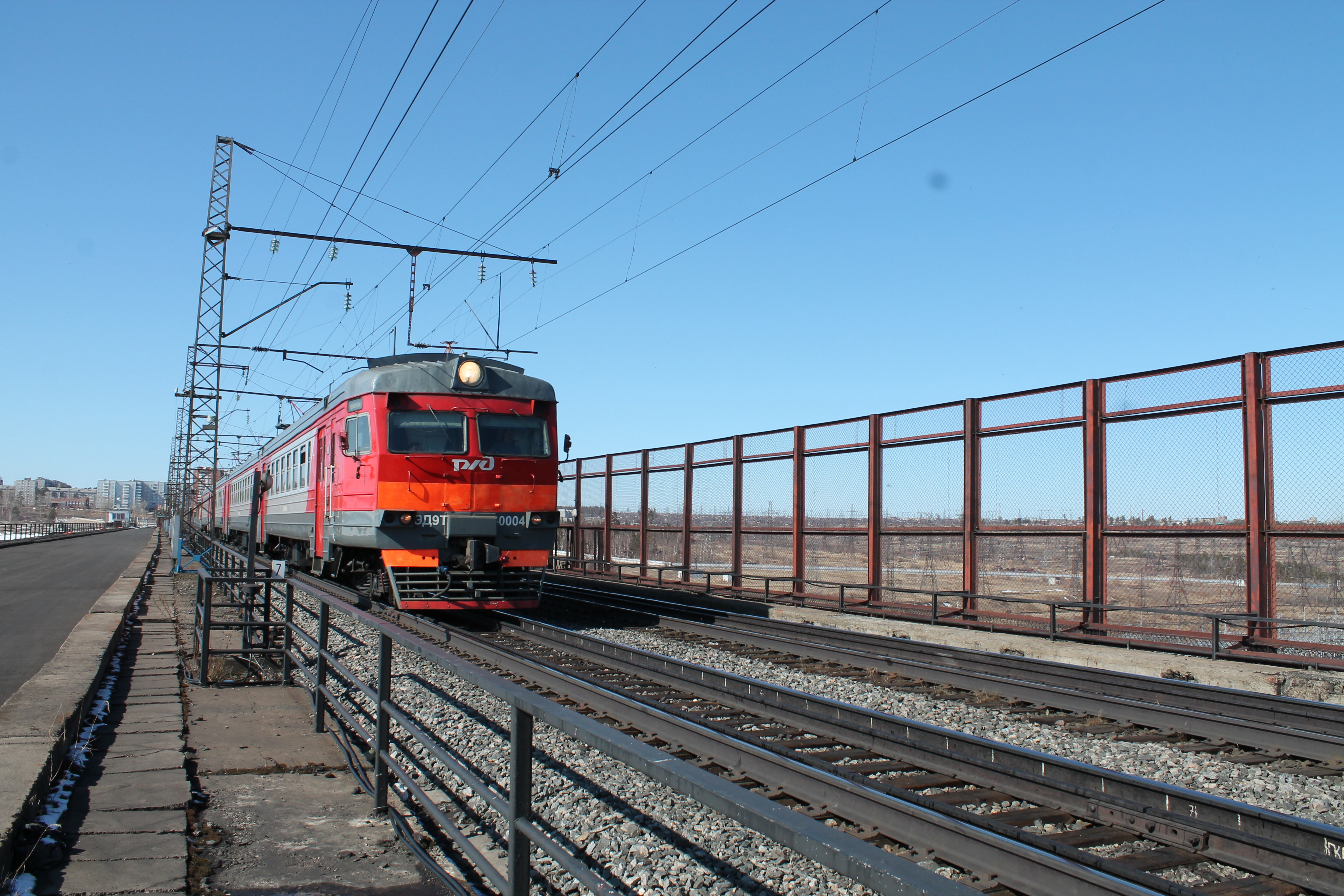
Железнодорожный переход по плотине Братской ГЭС

Братская ГЭС является третьей по мощности и первой по фактической среднегодовой выработке электроэнергии гидроэлектростанцией России. Всего за время эксплуатации станция выработала 1,2 триллиона кВт·ч возобновляемой электроэнергии. Помимо выработки электроэнергии, ГЭС играет важную роль в обеспечении надёжного функционирования энергосистемы России, являясь основным регулятором частоты в Объединённой энергосистеме Сибири. В энергосистеме Братская ГЭС выполняет следующие функции: выдача в систему активной и реактивной мощности и энергии; участие в суточном и недельном регулировании графиков нагрузки; оперативное автоматическое вторичное регулирование частоты и перетоков активной мощности; регулирование уровня напряжения в контрольных пунктах; аварийный резерв мощности системы; автоматическое противоаварийное управление. Обладая ёмким водохранилищем, Братская ГЭС обеспечивает регулирование стока, накапливая воду в многоводные периоды и срабатывая в маловодные, что повышает выработку электроэнергии на нижележащих Усть-Илимской и Богучанской ГЭС. Братская ГЭС стала основой Братского (позднее трансформировавшегося в Братско-Усть-Илимский) территориально-производственного комплекса, включающего крупнейший в России Братский алюминиевый завод, а также крупный Братский лесопромышленный комплекс и Коршуновский горно-обогатительный комбинат. Вблизи станции практически с нуля был построен город Братск с населением более 200 тыс. человек (по состоянию на 2021 год).
Плотина Братской ГЭС является железнодорожным мостовым переходом Байкало-Амурской магистрали, а также единственным автомобильным переходом через Ангару между Иркутском и Усть-Илимском. Братское водохранилище улучшило условия для судоходства на участке Ангары, находящемся в зоне подпора водохранилища; кроме того, участвуя в регулировании стока, плотина обеспечивает повышенный пропуск воды в навигационный период, улучшая условия судоходства на Нижней Ангаре. В то же время Братская ГЭС, как и другие гидроэлектростанции Ангарского каскада, не оборудована судопропускными сооружениями, что сделало сквозное судоходство по Ангаре невозможным. Братское водохранилище обеспечивает водоснабжение Братска и промышленных предприятий (наибольшие объёмы воды, около 200 млн м³ в год, забирает Братский лесопромышленный комплекс).
В зону затопления попали 166,3 тыс. га сельскохозяйственных угодий, 135,2 тыс. га лесов, участок железной дороги Тайшет—Лена с мостами через Ангару и Илим, который был переустроен по новой трассе, проложенной на незатопляемых отметках, 57 промышленных предприятий, в том числе Усольский сользавод, Заярский мельзавод, завод Востсибэлемент.

### Социальные последствия
При создании Братского водохранилища было переселено 67 434 человека (или более 16,5 тыс. семей) из 248 населённых пунктов, в подавляющем большинстве сельских, отличавшихся хаотичной застройкой, не имевших благоустройства, энергоснабжения и централизованного водоснабжения. Для переселенцев были построены 50 новых населённых пунктов и расширен 21 существующий. В зону затопления попало старинное село Братск (Братский острог).
В ходе подготовки ложа водохранилища к затоплению силами Ангарской экспедиции Ленинградского отделения Института истории материальной культуры Академии наук СССР в 1955—1960 годах были проведены масштабные археологические раскопки. Наиболее существенные результаты были получены в ходе исследования могильников эпохи неолита, многослойных археологических поселений, наскальных рисунков. Были исследованы остатки Братской крепости, сохранившиеся башни Братского острога были законсервированы и перевезены в архитектурный музей «Коломенское» в Москве.

### Экологические последствия
При подготовке ложа Братского водохранилища было вырублено 20 млн м³ леса, ещё 12 млн м³ было затоплено. Значительные объёмы затопленной древесины (более 2 млн м³) при этом всплыли, наблюдения за всплывшей древесиной не показали её негативного влияния на качество воды. Произошли изменения в ихтиофауне, доминирующее положение стали занимать менее ценные виды рыб. Водохранилище станции затопило Падунские пороги и устье реки Оки, которые являлись местами массового скопления и размножения гнуса (мошки), в результате его численность в районе расположения станции резко сократилась.

## История строительства

### Проектирование
Первые серьёзные работы по изучению Ангары были выполнены в 1887—1890 годах под руководством инженера Черцова по заданию Министерства путей сообщения. В ходе них был создан план реки и подробно изучены порожистые участки, в результате чего были выполнены работы по приспособлению реки для судоходства, в частности, в районе Падунского порога устроено сложное и громоздкое приспособление для провода судов. В 1917 году также по заданию этого министерства была проведена рекогносцировочная съёмка реки в более крупном масштабе, на основании которых инженером А. Вельнером по заданию комиссии ГОЭЛРО была подготовлена записка «Водные силы Ангары и возможность их использования». В записке, помимо прочего, обосновывалась возможность строительства на Ангаре 11 гидроэлектростанций общей мощностью около 2000 МВт. По итогам анализа этой работы в плане ГОЭЛРО был отмечен значительный гидроэнергетический потенциал Ангары, но при этом отмечалось, что малоизученность реки, сложность и высокая стоимость работ по строительству на ней крупных ГЭС не позволяют запланировать гидроэнергетическое строительство в период действия плана (ближайшие 10-15 лет).
В 1923 году американский инженер Веннет по заданию треста «Ангарометалл» создал план исследования ангарских порогов и провёл расчёты их мощности. В 1924—1925 годах при пересмотре плана ГОЭЛРО В. М. Малышевым была выполнена работа «Ленобайкальская область и перспективы её электрификации», в которой были определены конкретные показатели запасов гидроэнергии реки. Это позволило получить финансирование на исследовательские работы, которое начало выделяться в небольших объёмах с 1926 года. На эти средства, в частности, были организованы на Ангаре гидрологические посты. В 1930 году академиком И. Г. Александровым был разработан план комплексных исследований гидроэнергетического потенциала Ангары. В 1931 году все работы в этом направлении были сосредоточены в Управлении работ по изучению Ангарской проблемы при Энергоцентре, финансирование изыскательских работ было значительно увеличено. С 1932 года, с созданием Всесоюзного треста «Гидроэлектропроект» (позднее «Гидроэнергопроект»), работы концентрируются в специально созданном при нём подразделении — Бюро Ангары. В 1935 году В. М. Малышев в книге «Гипотеза решения Ангарской проблемы» предложил освоение гидроэнергетического потенциала Ангары шестью гидроэлектростанциями, крупнейшая из которых, Братская ГЭС, располагалась ниже Падунских порогов и при напоре около 90 м должна была иметь мощность 2500 МВт. В работе была проработана конструкция станции, которая включала в себя бетонную плотину высотой 110 м, правобережную грунтовую плотину и здание ГЭС. Створ Братской ГЭС, выбранный Малышевым, был впоследствии подтверждён, и станция была построена на нём. Одновременно к середине 1930-х годов были созданы рабочая гипотеза комплексного использования Ангары, предварительная схема освоения верхнего участка Ангары от истока до Братска, схематический проект первоочередной Байкальской (Иркутской) ГЭС, технико-экономическая схема Братского энергопромышленного комплекса промышленных предприятий. Все эти предложения были рассмотрены и в целом одобрены экспертной комиссией Госплана СССР в 1936 году, но к их реализации не приступили, а после почти одновременной смерти А. Г. Александрова и В. М. Малышева в 1936 году дальнейшие изыскательские работы замедлились.
В 1947 году на Конференции по развитию производительных сил Иркутской области было рекомендовано руководству страны приступить к гидроэнергетическому освоению Ангары, включая строительство Братской ГЭС, чья мощность определялась в 3600—4500 МВт. Проектирование Братской ГЭС было начато институтом «Гидроэнергопроект» в 1949 году. В 1952 году был подготовлен «Схематический проект Братской ГЭС», в 1954—1956 годах было разработано проектное задание станции, изначально мощностью 3200 МВт; в ходе дальнейшего проектирования мощность станции была увеличена до 4050 МВт (18 гидроагрегатов по 225 МВт), с возможностью дальнейшего расширения путём монтажа ещё двух гидроагрегатов. При составлении проектного задания прорабатывались различные варианты компоновки станции — с бетонной плотиной и приплотинным зданием ГЭС (выбранный для реализации), с бетонной плотиной и встроенным в плотину зданием ГЭС, с грунтовой плотиной и двумя подземными зданиями ГЭС, с грунтовой плотиной и надземным зданием ГЭС. Разработка проектной документации гидроэлектростанции велась комплексным отделом Братской ГЭС Московского отделения института «Гидроэнергопроект» (МосГИДЭП, впоследствии вошёл в состав Института Гидропроект), главный инженер проекта Г. К. Суханов.

### Строительство
По воспоминаниям министра Минсредмаша Е. П. Славского, в мае 1954 года обнаружилось, что Ангарский электролизный химический комбинат требует больше энергии, чем могла дать Иркутская ГЭС. Поэтому Славский добился у Хрущёва подписания документа о начале строительства Братской ГЭС.
Строительство Братской ГЭС было санкционировано Постановлением Совета Министров СССР от 23 сентября 1954 года «О мероприятиях по организации строительства Братской ГЭС и об оказании помощи строительству Иркутской ГЭС Министерства электростанций». Этим постановлением возведение станции возлагалось на новообразованное управление строительства «Нижнеангаргэсстрой» (с 2 января 1956 года переименованное в Специальное управление строительства Братской ГЭС «Братскгэсстрой»), руководителем которого был назначен И. И. Наймушин, главным инженером — А. М. Гиндин. Первые строители прибыли в Братск уже в ноябре 1954 года. Начался подготовительный этап строительства — сооружение жилья, дорог, линий электропередачи, материально-технических баз. Работы сильно осложнялись расположением площадки в малообжитой таёжной местности с тяжёлыми климатическими условиями (долгая и суровая зима), а также большим количеством кровососущих насекомых (гнуса) летом. Вырубка леса в зоне затопления водохранилища была начата ещё раньше, в 1952 году.
В 1955 году началось строительство линии электропередачи напряжением 220 кВ Иркутск — Братск, завершённое в 1957 году, что позволило обеспечить строительную площадку необходимым объёмом электроэнергии. В ноябре того же года было закончено строительство железнодорожной ветки, соединившей правобережный участок строительства с магистралью Тайшет—Лена. Одновременно велось строительство жилья и инфраструктуры в новом Братске (старый попал в зону затопления), и 12 декабря 1955 года Указом Президиума Верховного Совета РСФСР рабочий посёлок Братск получил статус города областного подчинения. В 1956 году были построены автодорога и железная дорога к створу плотины на правом берегу, введён в эксплуатацию первый бетонный завод.
В январе 1957 года началось сооружение перемычек правобережного котлована (занимавшего две трети русла реки), которое впервые в мире проводилось со льда с помощью заполненных камнем ряжей, в крайне сложных гидрологических условиях — в русле реки, на 70 % забитом шугой и льдом, с очень неоднородным рельефом дна. Сооружение перемычек котлована было завершено 30 марта 1957 года. 24 сентября 1957 года в осушенном котловане началась выемка грунта, 12 марта 1958 года в основание плотины был уложен первый бетон. 19 июня 1959 года была окончательно перекрыта Ангара, сток реки стал пропускаться через шесть временных донных отверстий плотины сечением 10 × 12 м и пять водосливных пролётов шириной по 12 м, впоследствии заделанных.
С 1959 года начинается период наиболее интенсивных бетонных работ, которые активно велись и в зимнее время (всего на строительстве Братской ГЭС зимой было уложено 52 % бетона). В пиковом 1962 году было уложено 1,3 млн м³ бетона. Для ускорения укладки бетона была сооружена бетоновозная эстакада, одновременно выполнявшая функции временного железнодорожного моста на линии Тайшет—Лена и автодорожного моста. На эстакаде размещались шесть крупнейших в своём классе в СССР двухконсольных кранов-бетоноукладчиков грузоподъёмностью 22 т и размахом стрел в 118 м. В целом строительство станции было высоко механизировано — так, по состоянию на 1963 год на стройке было задействовано 265 экскаваторов, 52 экскаваторных и 689 иных кранов, 405 бульдозеров. Степень механизации монтажных работ составляла 100 %, железобетонных — 95,5 %, земляных — 98,3 %.
12 июля 1960 года был начат монтаж первого гидроагрегата Братской ГЭС. 1 сентября 1961 года путём поэтапного закрытия временных донных отверстий началось заполнение Братского водохранилища, пропуск воды был постепенно переключён на девять глубинных отверстий сечением 3 × 6 м, с порогом на высоте 20 м от дна реки (впоследствии также закрытых и заделанных). Торжественная церемония ввода в эксплуатацию первого агрегата станции (станционный № 18), в которой принял участие Первый секретарь ЦК КПСС Н. С. Хрущёв, состоялась 28 ноября 1961 года. Впрочем, следующей же ночью гидроагрегат был аварийно остановлен по причине заводского брака генератора и вновь пущен через два месяца. Всего до конца 1961 года заработали четыре гидроагрегата, в 1962 году — шесть гидроагрегатов, в 1963 году — шесть гидроагрегатов (а также переведены на постоянные водоприёмники шесть первых гидроагрегатов). Первые шесть гидроагрегатов вводились в эксплуатацию с использованием временных водоприёмников, на напоре воды, значительно меньшем проектного (на проектный напор станция вышла только в сентябре 1967 года). Гидроагрегаты, введённые в эксплуатацию в 1961—1962 годах, пускались при неполном (выштрабленном) профиле плотины, в недостроенном машинном зале под временными шатрами. К осени 1963 года основной объём бетона был уложен, далее велись в основном работы, связанные с оформлением гребня плотины. В 1964 году были забетонированы глубинные водосбросные отверстия, в 1965 году — введён в эксплуатацию один гидроагрегат и 19 декабря 1966 года — ещё один, последний гидроагрегат.
8 сентября 1967 года Государственная комиссия приняла Братскую ГЭС в постоянную эксплуатацию с оценкой «отлично», на чём её строительство было официально завершено. В ходе строительства станции было уложено 4918 тыс. м³ бетона, произведена выемка и насыпь 27 400 тыс. м³ мягких и скальных грунтов, пройдено 70,5 км цементационных и буровых дренажных скважин в основании плотины, смонтировано 79,5 тыс. т металлоконструкций и механизмов. Общая стоимость строительства составила 765 млн руб. (при утверждённой смете в 789 млн руб.). При этом за счёт выработки электроэнергии в период строительства Братская ГЭС к концу 1967 года окупила затраты на своё создание.

Этапы строительства станции
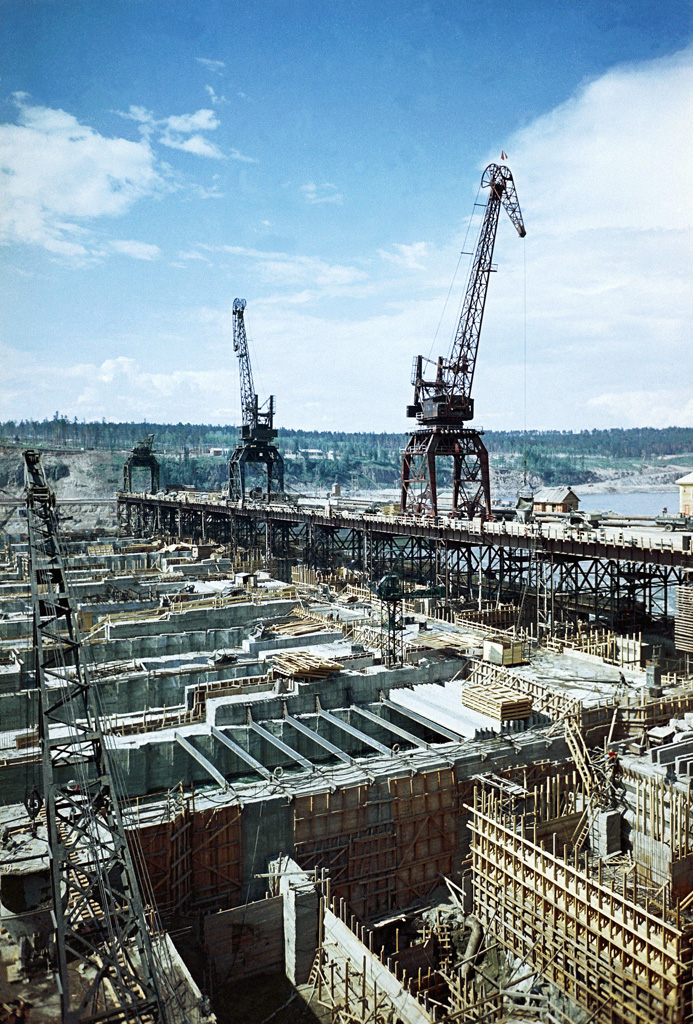
Сентябрь 1959 года
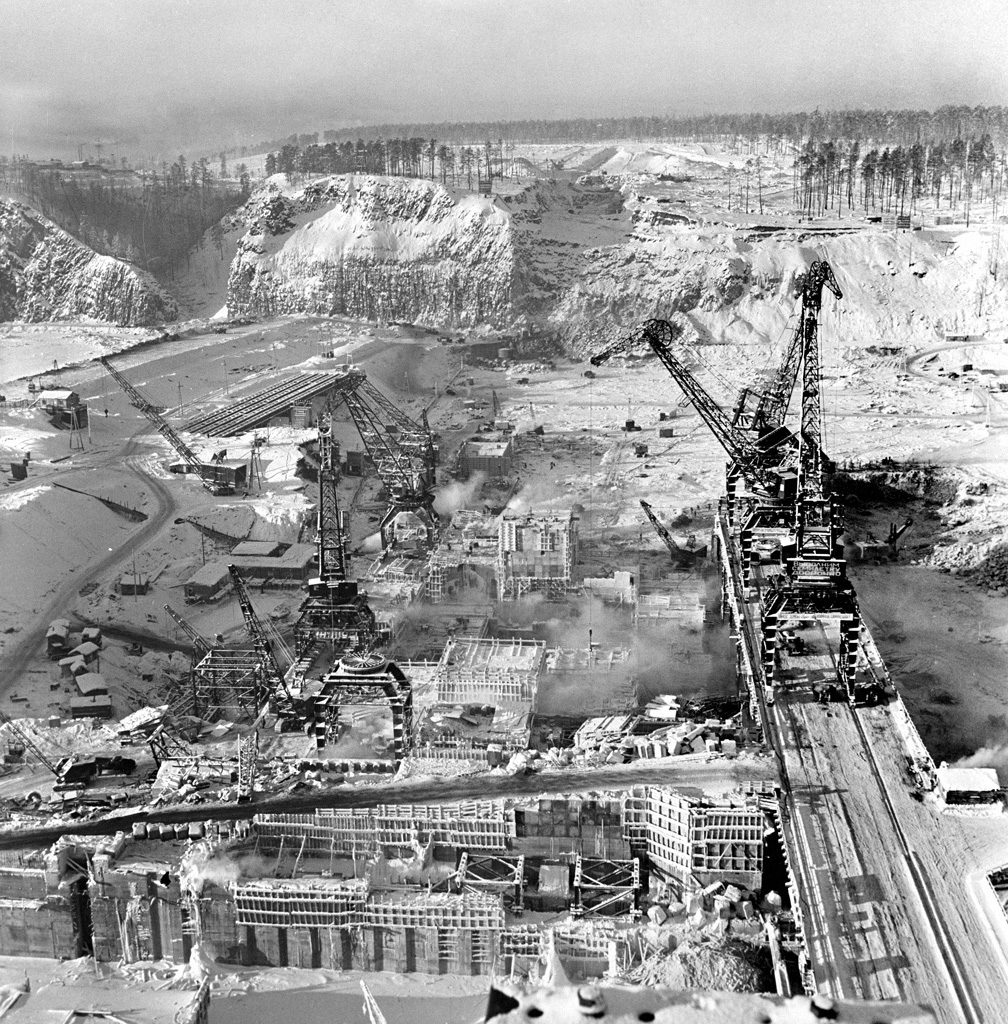
Февраль 1960 года
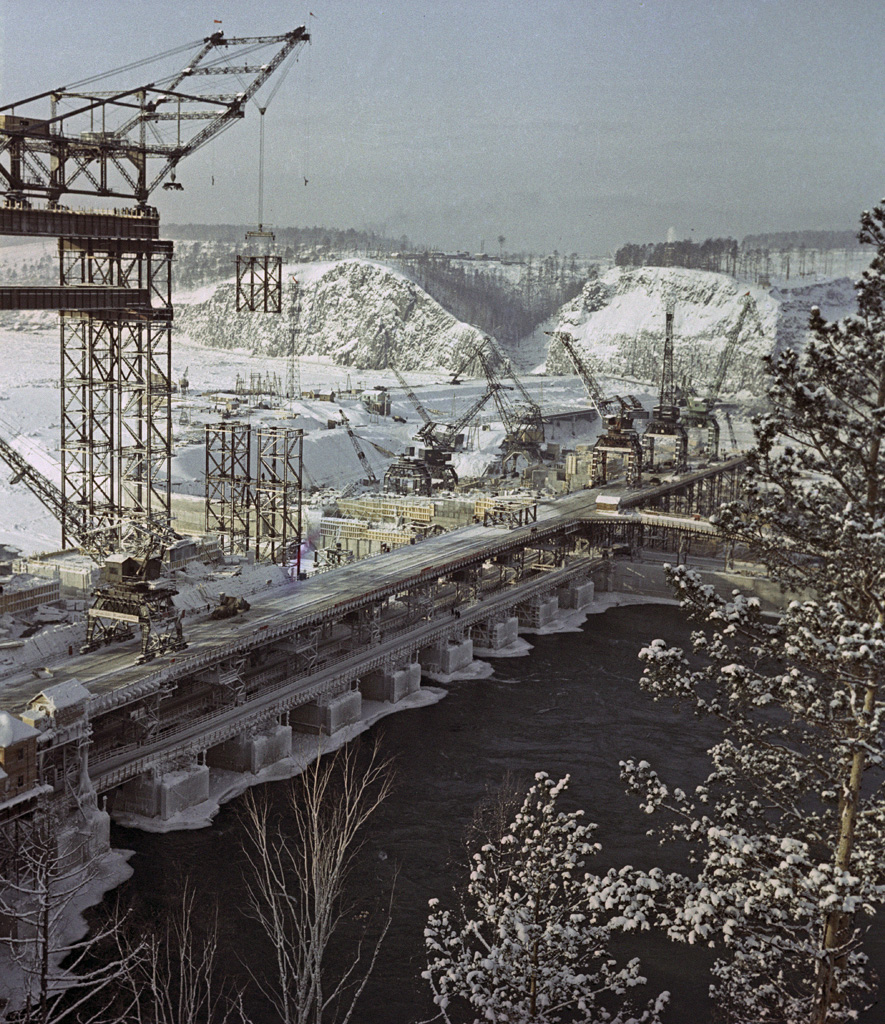
Март 1960 года
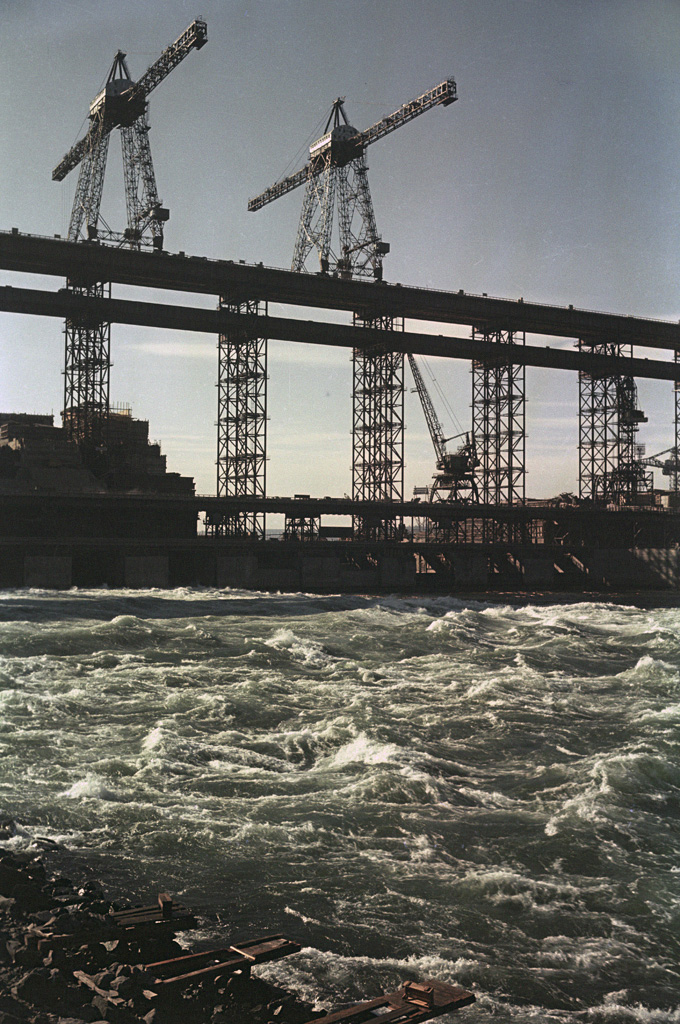
Октябрь 1960 года
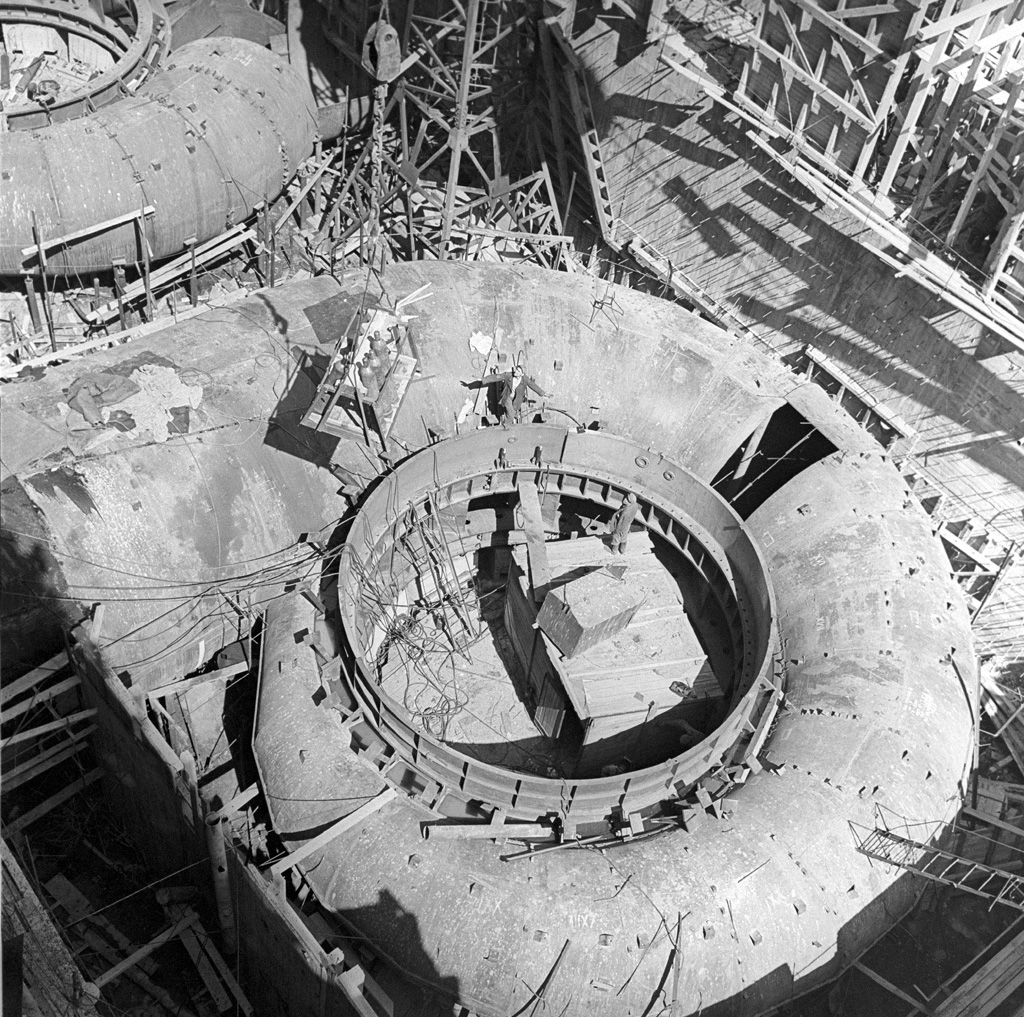
Монтаж спиральной камеры турбины, март 1961 года

## Эксплуатация

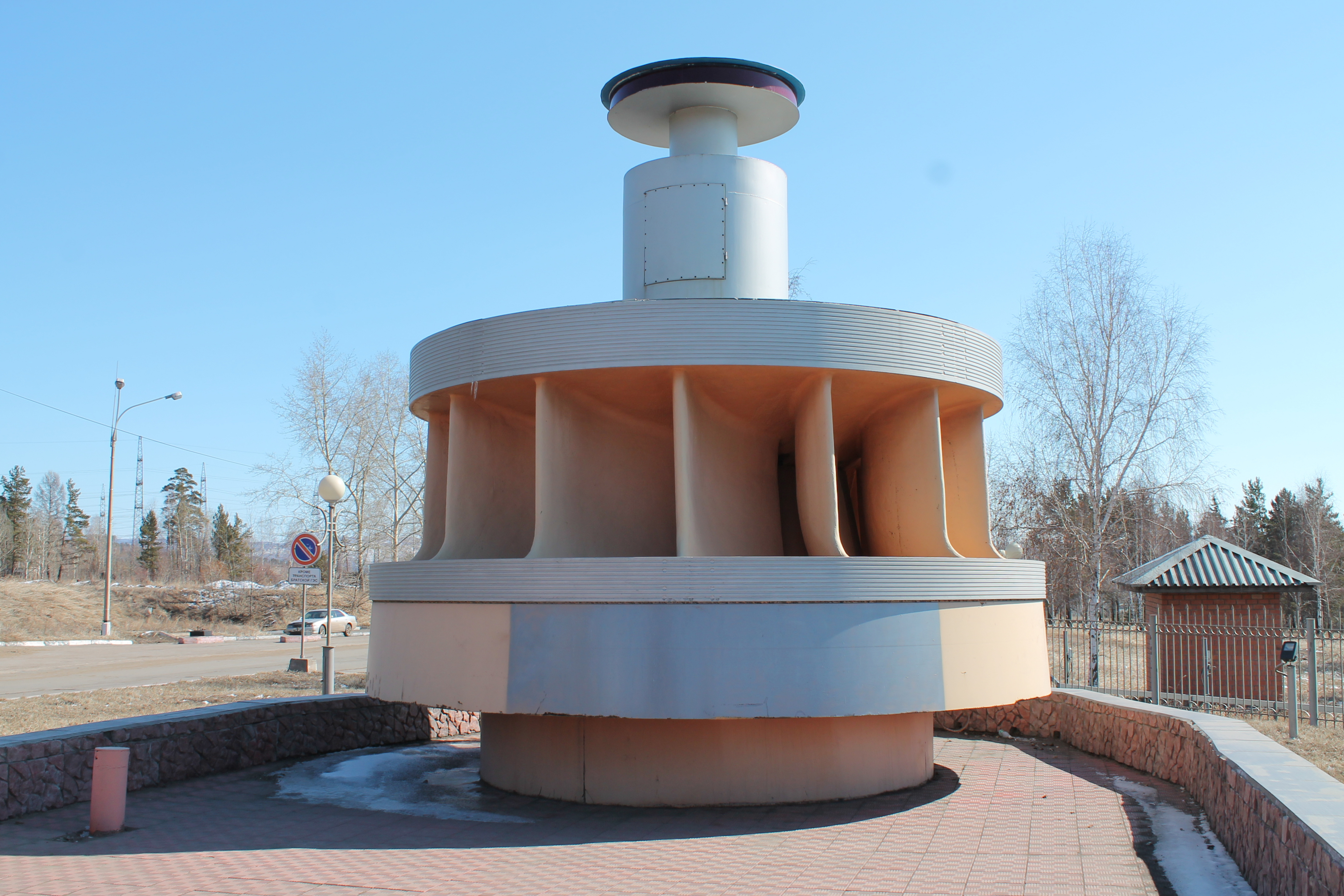
Рабочее колесо гидротурбины — монумент перед входом на Братскую ГЭС

После ввода станцию в промышленную эксплуатацию 23 сентября 1967 года ей было присвоено наименование «имени 50-летия Великого Октября». На тот момент мощность Братской ГЭС составляла 4100 МВт (16 гидроагрегатов по 225 МВт и 2 гидроагрегата по 250 МВт), что делало её крупнейшей в мире; также на тот момент самыми мощными в мире были и гидроагрегаты станции. Титул самой мощной гидроэлектростанции мира Братская ГЭС сохраняла до 1971 года, когда на полную мощность была выведена Красноярская ГЭС. Гидроагрегаты Братской ГЭС имели конструктивные запасы по мощности, что позволило ещё на этапе строительства увеличить мощность двух последних гидроагрегатов с 225 МВт до 250 МВт за счёт применения более термостойкой изоляции обмоток статора. В 1970-х годах, после замены обмотки статоров на остальных генераторах, мощность Братской ГЭС была увеличена до 4500 МВт. В 1971 году Братская ГЭС была награждена орденом Ленина.
С момента ввода в эксплуатацию Братская ГЭС входила в состав регионального энергетического управления «Иркутскэнерго». При образовании в 1992 году ОАО «Иркутскэнерго» станция вошла в его состав, за исключением плотин (кроме русловой), которые остались в федеральной собственности и были арендованы «Иркутскэнерго». Распоряжением Правительства РФ от 29.12.2010 г. плотины были внесены в уставной капитал ОАО «РусГидро». В 2016 году плотины были проданы «РусГидро» группе «Евросибэнерго» (в состав которой к тому времени входило «Иркутскэнерго»). С 2018 года собственником Братской ГЭС является ООО «ЕвроСибЭнерго-Гидрогенерация» (входит в группу En+).
13 января 2010 года Братская ГЭС выработала рекордный для евразийского континента и России триллионный киловатт-час электроэнергии. К апрелю 2020 года общая выработка станции с начала эксплуатации составила 1 триллион 200 миллиардов киловатт-часов. 14 февраля 2024 года общая выработка достигла 1,3 триллиона киловатт-часов.

## Модернизация

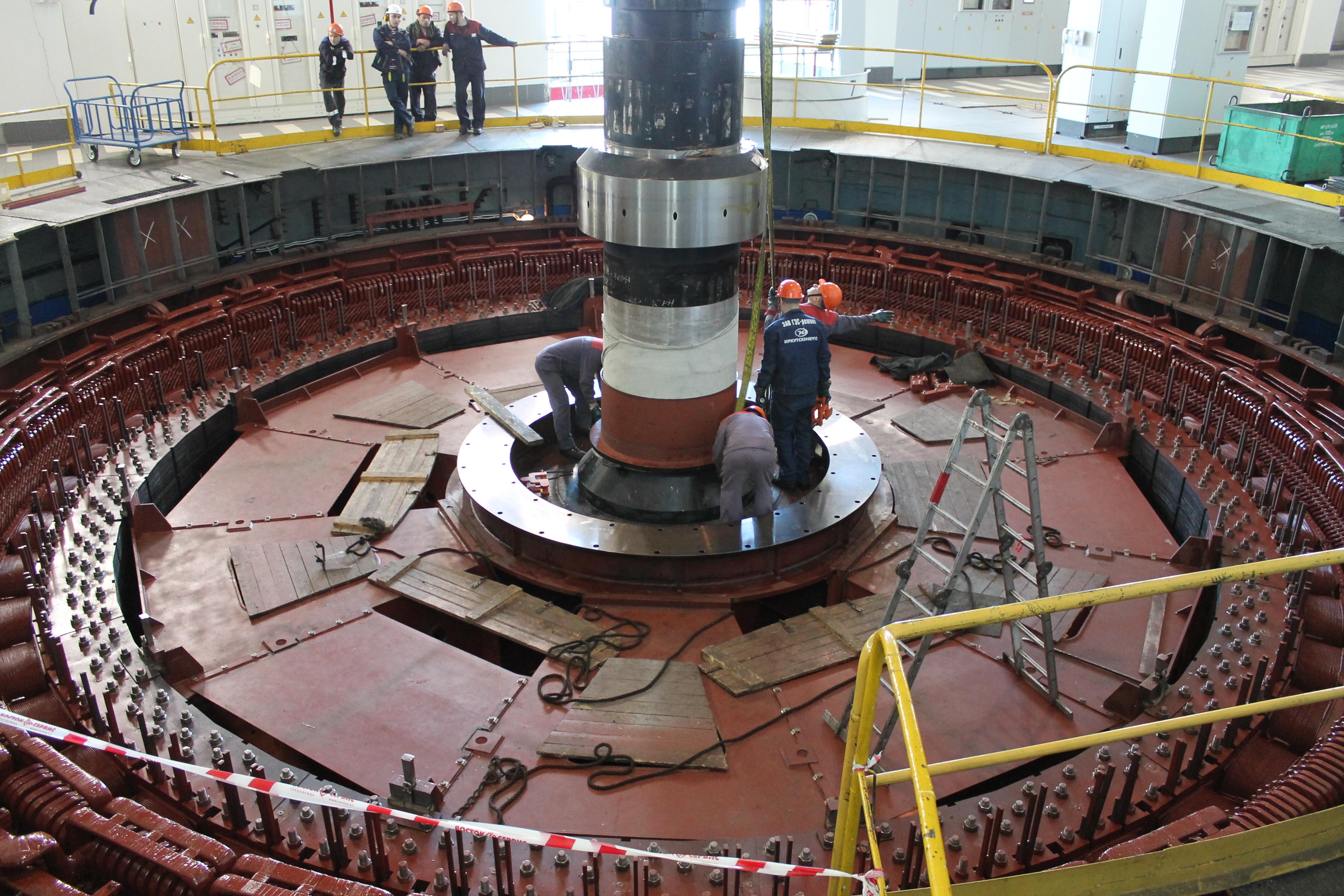
Модернизация гидроагрегата Братской ГЭС

Оборудование Братской ГЭС отработало около 60 лет, в связи с чем на станции реализуется программа модернизации. Её наиболее крупным проектом является замена рабочих колёс гидротурбин, начатая в 2006 году с гидроагрегатов, вводившихся в эксплуатацию первыми, работавших на пониженных напорах и имевших в связи с этим значительный кавитационный износ и сниженный КПД. Первые шесть рабочих колёс были заменены в 2006—2010 годах, новые колёса были изготовлены концерном «Силовые машины». Ещё шесть колёс производства фирмы Voith были смонтированы в 2014—2017 годах. Оставшиеся шесть рабочих колёс планируется заменить в 2021—2026 годах, контракт на их изготовление заключён с заводом «Тяжмаш». Благодаря увеличенному КПД, замена первых 12 рабочих колёс позволила увеличить выработку станции на 1,3 млрд кВт·ч в год. В 2003—2007 годах воздушные выключатели на ОРУ-500 кВ были заменены на элегазовые, с 2009 года ведутся аналогичные работы на ОРУ-220 кВ. Также были заменены силовые трансформаторы и автотрансформаторы. В 2016—2019 годах были заменены маслонаполненные кабели 220 кВ на кабели с изоляцией из сшитого полиэтилена.

## Братская ГЭС в культуре
- Строительство Братской ГЭС описано в поэме Евгения Евтушенко «Братская ГЭС», опубликованной в 1965 году[55][56].
- Герои повести Николая Печерского «Генка Пыжов — первый житель Братска» едут на строительство Братской ГЭС.
- В результате творческих командировок на Братскую ГЭС в 1962—1963 годах композитором Александрой Пахмутовой и поэтами Николаем Добронравовым и Сергеем Гребенниковым был создан песенный цикл «Таёжные звёзды». В него вошли песни «Марчук играет на гитаре», «Письмо на Усть-Илим», «ЛЭП-500», «Девчонки танцуют на палубе», «Главное, ребята, сердцем не стареть». В 1968 году, после завершения строительства ГЭС, Пахмутовой и Добронравовым была написана песня «Прощание с Братском»[57].

### Комментарии
1. ↑  Аэратор — устройство, предназначенное для насыщения потока воды воздухом, с целью предотвращения кавитационных явлений.
2. ↑  Полезный объём водохранилища — та часть его объёма, которая может быть использована для накопления и последующей сработки воды.
3. ↑  Со стороны низовой грани плотина была возведена не полностью, блоки бетонирования образовывали ступенчатую (называемую выштрабленной) структуру.